# هیروتو سسه
هیروتو سسه (انگلیسی: Hiroto Sese؛ زادهٔ ۲۰ اوت ۱۹۹۹) بازیکن فوتبال اهل ژاپن است.